# Monocacy River
Monocacy (ang. Monocacy River) – rzeka w amerykańskich stanach Pensylwania i Maryland, lewy dopływ Potomaku. Długość 94 km, zlewnia 1930 km².